# هیکارو کیتاگاوا
هیکارو کیتاگاوا (انگلیسی: Hikaru Kitagawa؛ زادهٔ ۱۰ مهٔ ۱۹۹۷) بازیکن فوتبال است که در تیم ملی فوتبال زنان ژاپن بازی کرده‌است.